# Spirorbis fundatus
Spirorbis fundatus är en ringmaskart som beskrevs av Belokrys 1984. Spirorbis fundatus ingår i släktet Spirorbis och familjen Serpulidae. Inga underarter finns listade i Catalogue of Life.